# Cuixític oriental de les Terres Altes
El cuixític oriental de les Terres Altes és una subdivisió de les llengües cuixítiques que comprèn set idiomes parlats a Etiòpia (i, en el cas del burji, una petita comunitat a Kenya): l'alaba-k'abeena, el burji, el gedeo, el hadiyya, el kambaata, el libido i el sidamo.
Aquestes llengües cuixítiques orientals de les Terres Baixes són sovint incloses, ensems amb el cuixític oriental de les Terres Altes, el yaaku i el dullay, dins un hipotètic i poc definit cuixític central que no ha aconseguit l'acceptació unànime dels especialistes.